# Desa Pasirjambu (administrativ by i Indonesien, lat -7,09, long 107,48)
Desa Pasirjambu är en administrativ by i Indonesien.   Den ligger i provinsen Jawa Barat, i den västra delen av landet, 120 km sydost om huvudstaden Jakarta.